# Jakub Klášterka
Jakub Klášterka (* 24. května 1994 Plzeň) je český automobilový závodník a bývalý pilot GP3 Series, kde závodil roku 2012 pro tým Jenzer Motorsport. V současnosti Jakub nezávodí nikde, v minulosti závodil například ve Formuli Renault 2.0 NEC.

## Kariéra
- 2009: Formule Renault 2.0 NEC, Křenek Motorsport - 34. místo
- 2009: Formul'Academy Euro Series - 11. místo
- 2012: GP3 Series, Jenzer Motorsport - 31. místo